# La vârsta dragostei
La vârsta dragostei este un film românesc din 1963 regizat de Francisc Munteanu. Rolurile principale au fost interpretate de actorii Barbu Baranga, Ana Széles, Ștefan Ciobotărașu.

## Distribuție
Distribuția filmului este alcătuită din:
- Ana Széles — Ana
- Réka Nagy — Mia
- Costel Constantinescu — Criș
- Gioni Dimitriu
- Barbu Baranga — Mihai
- Dan Nicolae — Datu
- Sandina Stan — Mama Anei
- Traian Petruț
- Septimiu Sever — Inginerul șef
- Ștefan Ciobotărașu — Bălan
- Dem Rădulescu — Guță
- Anda Caropol

## Primire
Filmul a fost vizionat de 2.163.794 de spectatori în cinematografele din România, după cum atestă o situație a numărului de spectatori înregistrat de filmele românești de la data premierei și până la data de 31 decembrie 2014 alcătuită de Centrul Național al Cinematografiei.